# 马鞍山市图书馆
马鞍山市图书馆为马鞍山市立图书馆，中华人民共和国国家一级图书馆，安徽省最大的地市级公共图书馆。该馆创立于1974年10月，其前身为1955年8月成立的矿区政府文卫股图书室，1957年建市后改为市文化馆图书室。建馆后最早的馆址位于花山区湖北路12号，1996年9月迁至艳阳路56号，2009年5月再迁今址。新馆建筑由澳大利亚TMG集团设计，坐南朝北，东西分别与大剧院和博物馆相邻，北为市文化广场，建筑面积约2万平方米。馆内设有吴泰昌捐书阁，收藏有吴泰昌所捐赠的图书5422册，大部分为改革开放后出版的当代文学作品，包含叶圣陶、冰心和夏衍等作家签名本2295册。